# روجر: آخر إنسان
الإنسان الأخير (بالإنجليزية: The Last Human)‏ هي رواية نُشرت في عام 2014 وتشرح بالتفصيل النهاية القادمة لمجتمع اليوم القريب. تتبع القصة الراوي، كلاي وروجر وهو يناضل من أجل بقائه ويعبر البلاد بينما تنهار من حوله.